# Pročevily
Pročevily jsou malá vesnice, část obce Volenice v okrese Příbram ve Středočeském kraji. Nachází se asi 1,5 kilometru severně od Volenic a asi pět kilometrů západně od Březnice. Je zde evidováno 23 adres. V roce 2011 zde trvale žilo třicet obyvatel.
Pročevily jsou také název katastrálního území o rozloze 2,6 km².

## Název
Staročesky Pročežvily. Název obce má nelichotivý význam z dob, kdy obce dostávaly hanlivá jména a přezdívky. Stejně jako v případě sousedních Vševil je název složeninou v níž slovo „vila“ ve staročestině znamená „bloud, blázen, šašek“. Význam jména Vševily je „všichni blázni“, význam jména Pročevily znamená „ostatní, další blázni“.

## Historie
První písemná zmínka o vesnici pochází z roku 1379. Ve 14. století ves nážela k majetku pražských arcibiskupů, potom byla prodána k strýčkovskému statku a s ním se roku 1638 dostala k panství hrádeckému. Roku 1654 zde byly 4 grunty a 2 chalupy. Roku 1770 zde bylo 12 čísel. V roce 1915 zde žilo 117 obyvatel ve 26 domech. Farně obec patřila k Bubovicím.

## Obyvatelstvo
| Rok            | 1869 | 1880 | 1890 | 1900 | 1910 | 1921 | 1930 | 1950 | 1961 | 1970 | 1980 | 1991 | 2001 | 2011 | 2021 |
| -------------- | ---- | ---- | ---- | ---- | ---- | ---- | ---- | ---- | ---- | ---- | ---- | ---- | ---- | ---- | ---- |
| Počet obyvatel | 142  | 130  | 125  | 127  | 117  | 131  | 118  | 99   | 79   | 65   | 45   | 26   | 29   | 30   | 32   |
| Počet domů     | 22   | 25   | 26   | 26   | 26   | 24   | 24   | 24   | 24   | 21   | 18   | 21   | 21   | 21   | 23   |

## Obecní správa
Při sčítání lidu v letech 1850–1920 Pročevily byly osadou obce Hlubyně v okrese Blatná. V letech 1921–1960 byly samostatnou obcí, se kterým patřily nejprve do okresu Blatná, ale od roku 1960 v okrese Příbram. Od 1. července 1960 jsou částí obce Volenice v okrese Příbram.

## Školství
V Pročevilech do roku 1835 žádná škola nebyla. Kdo chtěl vyučovat, tomu se meze nekladly, takže se vyučovalo v chalupě „u Švorců“. Děti se učily psát a počítat, ale výsledky nejspíš nebyly nijak valné. Když v sousedních Vševilech začal učit pilný a svědomitý Václav Hykeš, získal si brzy oblibu a rodiče dávali děti k němu. Brzy zde zde vznikla jakási nepovolená pokoutní škola. Když se v roce 1835 Hykeš dostal do Tochovic, občané pociťovali potřebu domácí školy. Domluvili se, že postaví novou školu ve Vševilech, ale poté bylo vysloveno přání, aby byla postavena poblíž kostela svaté Barbory v Pročevilech. Tak byla v roce 1835 pod kostelem vystavěna přízemní budova a začalo se zde vyučovat. Učitelem byl ustanoven Karel Sedláček, který zde působil až do roku 1870. Za jeho nástupce Františka Šebka se v roce 1876 stala škola dvoutřídní. V roce 1879 bylo zavedeno vyučování ženských ručních prací, které vyučovala Šebkova manželka Anastasie, jako tzv. industriální učitelka. Po Šebkově odchodu se stal řídícím učitelem Josef Baťek a po jeho odchodu do Blatné v roce 1887 jej vystřídal František Kubeš, který v roce 1893 založil školní pamětní knihu. V roce 1897 se od školy odloučil Bezděkov, který se připojil ke škole v Rožmitále. Školu v Pročevilech nadále navštěvovaly děti z Pročevil, Volenic a Vševil. Dále ze samot Nouzova, Cihelny, Na drahách a Lesních chalup. Ve školním roce 1913 navštěvovalo školu 140 dětí – 70 chlapců a 75 dívek. V roce 1966 se pro nízký počet žáků (18 dětí) stala škola opět jednotřídní. Posledním učitelem v Pročevilech byl Josef Škácha (1937–1940, 1946–1976 jako řídící učitel). Posledním dnem pročevilské školy byl 30. červen 1976, kdy se s ní rozloučilo posledních 13 dětí. Budova školy sloužila svému účelu 141 let. Děti z Pročevil a z okolních obcí dochází do základní školy v Rožmitále pod Třemšínem a v Březnici.

## Pamětihodnosti
- Kostel svaté Barbory, původně poutní, z doby před rokem 1750. Barokní osmiboká centrální stavba s poměrně nízkým ochozem a sakristií. Prostor sklenut kupolí s nadokenními výsečemi, uvnitř zajímavá sochařská i obrazová výzdoba a socha sv. Barbory ze 16. století.[13]